# Lago della Brignola
Il lago della Brignola è un lago alpino situato a 2.131 m s.l.m. nelle Alpi Liguri, in una isola amministrativa del comune di Magliano Alpi. Si trova nell'alta valle del Corsaglia. Spesso sono indicati al plurale come Laghi della Brignola tenendo conto del fatto che a breve distanza dallo specchio d'acqua un tempo esisteva un secondo lago, oggi colmato di sedimenti.

## Toponimo

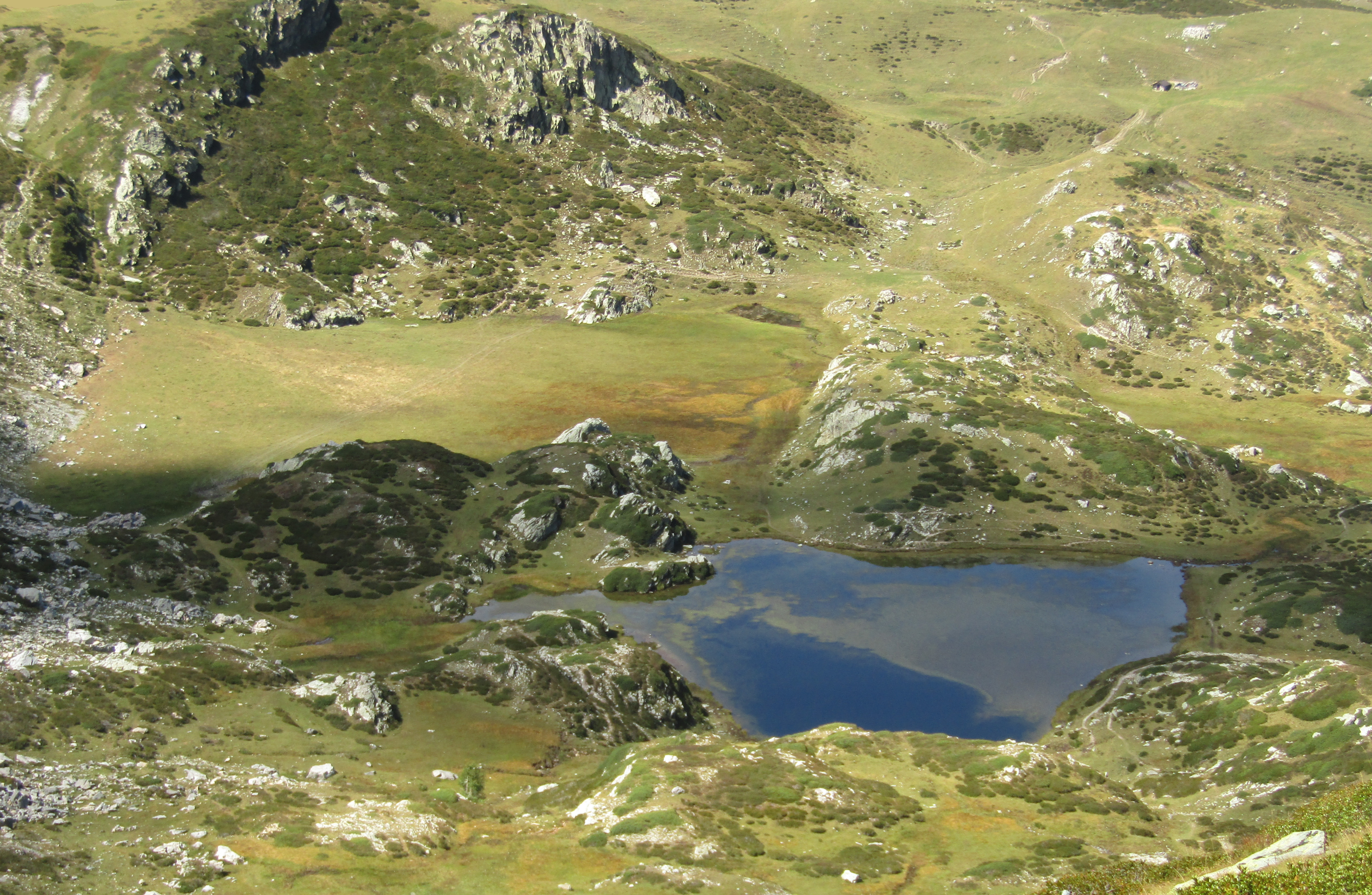
Vista del Bocchino della Brignola

Il toponimo Brignola potrebbe derivare dal termine provenzale brignoulà, un aggettivo che significa ondulata, levigata, e che si riferirebbe agli affioramenti di roccia levigata che dominano il lago.

## Descrizione

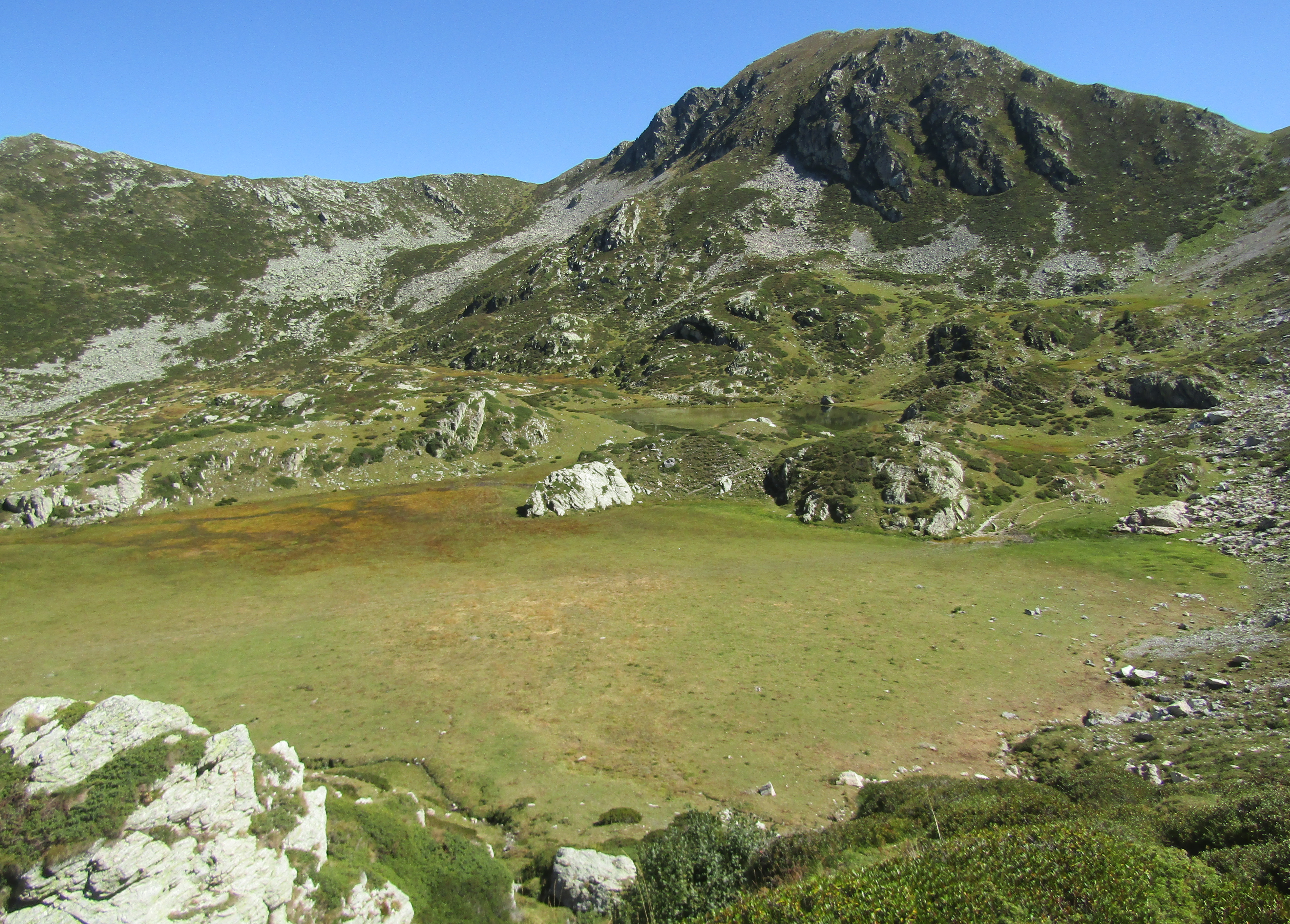
La torbiera che occupa la conca del secondo lago, sullo sfondo le Cima Ferlette

Il lago si trova in una conca circondata da varie montagne tra le quali la Cima Ferlette, la Cima della Brignola e la Cima Seirasso. Dallo specchio d'acqua nasce il rio della Brignola le cui acque, tramite il rio Crosa e il rio Sbornina, andranno poi ad alimentare il Corsaglia.
Nei pressi del lago si trova un pianoro erboso un tempo occupato da un altro laghetto, ormai del tutto interrato e trasformatosi in una torbiera umida. Nella zona sono inoltre presenti altri piccoli specchi d'acqua, che spesso a fine estate sono completamente in secca.

## Escursionismo
Il lago può essere raggiunto a piedi dal Rifugio Balma. Per il Bocchino della Brignola passa un sentiero che lo collega con il Lago Raschera, a sua volta raggiungibile tramite una lunga sterrata agropastorale che parte dal fondovalle della Val Corsaglia.
Dal lago si può raggiungere senza grandi difficoltà la Cima Ferlette.